# Annemarie Schlusnus
Annemarie Schlusnus (auch Annemay Schlusnus, geborene Annemarie Emilie Helene Frieda Kuhl, * 21. Juli 1904 in Wesel; † 5. August 1990 in Fulda) war eine deutsche Sopranistin. Sie war die langjährige Ehefrau des Sängers Heinrich Schlusnus.

## Leben und Werk
Annemarie Schlusnus studierte von 1921 bis 1926 an der Berliner Hochschule für Musik zunächst Gesang bei dem renommierten amerikanischen Gesangspädagogen Louis Bachner (1882–1945). 1924 wechselte sie an die dazugehörige Opernschule. Hier waren u. a. Oskar Daniel (Sprecherziehung) und Georg Pauly (dramatischer Unterricht) ihre Lehrer. In der Spielzeit 1926/27 war sie als Opernsoubrette an das Stadttheater Mainz engagiert.  Im Februar 1927 heiratete sie ihren Lehrer Bachner und am 20. Januar 1929 wurde in Berlin-Wilmersdorf der gemeinsame Sohn Jan-Peter Clemens Bachner geboren († 2012, Luzern). In dieser Zeit trug sie den Namen Annemarie Bachner-Kuhl. Im Mai 1933 wurde das Ehepaar Bachner geschieden und sie heiratete am 31. Juli 1933 den Sänger Heinrich Schlusnus in Bayreuth, wo dieser bei den Bayreuther Festspielen den „Amfortas“ in Wagners Parsifal sang. Beide hatten sich bei ihrem gemeinsamen Lehrer Louis Bachner kennengelernt.

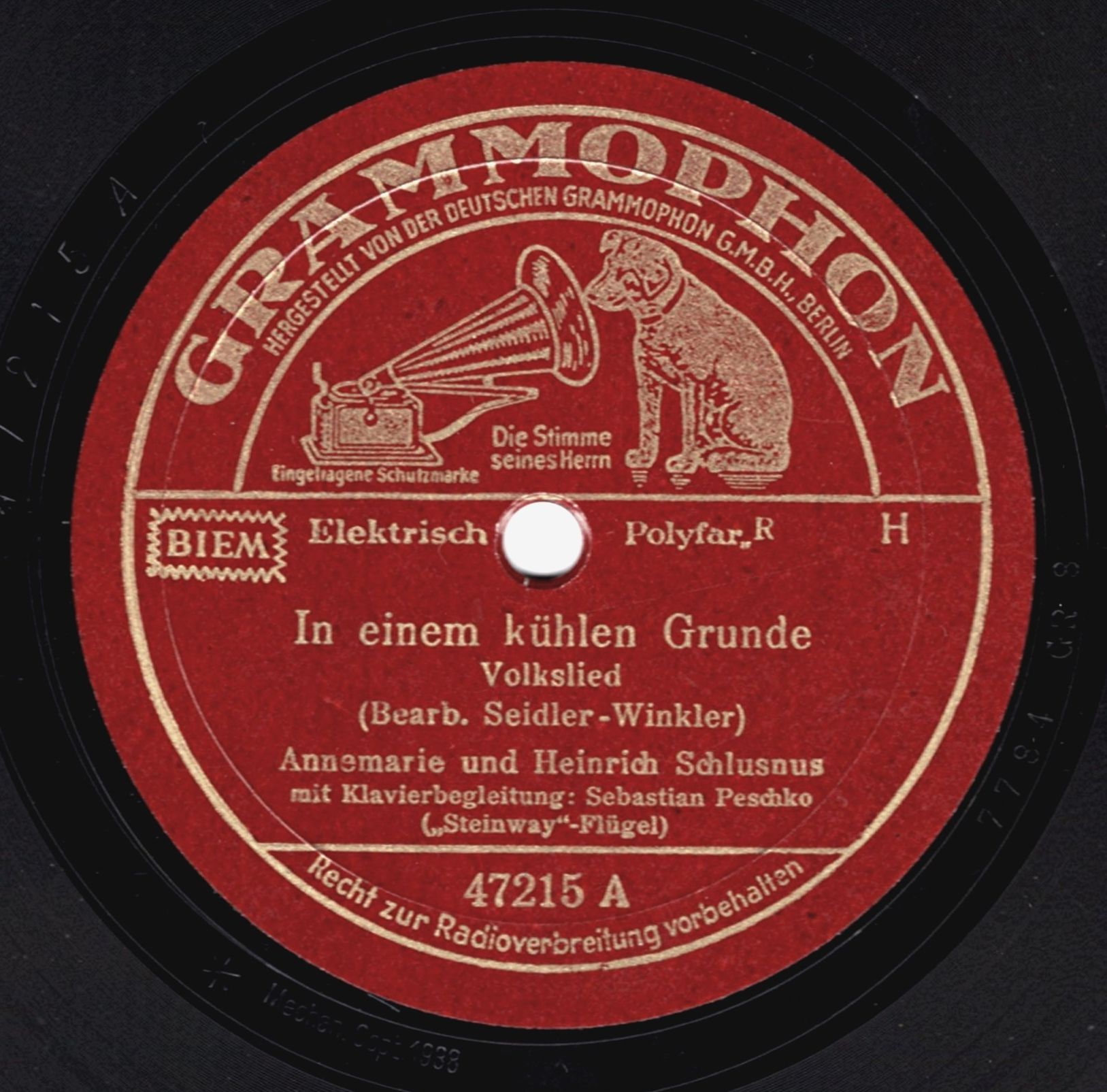
Die erste Schallplattenaufnahme von Annemarie und Heinrich Schlusnus (1938)

Annemarie Schlusnus trat als Sängerin öffentlich mit ihrem Mann im Duett auf. Als gemeinsam eingespielte Tonträger (Schellackplatten) wurden veröffentlicht: In einem kühlen Grunde und Ach, wie ist's möglich denn, aufgenommen im Mai 1938, auf  Grammophon 47215 und Die Blümlein, sie schlafen und Drauss' ist alles so prächtig auf Grammophon 47959, aufgenommen im Mai 1943, jeweils begleitet von Sebastian  Peschko am Klavier. 1958 wurden die vier Titel auf Vinyl-EP wiederveröffentlicht:  Annemay und Heinrich Schlusnus : Volkslieder (Grammophon 30 186 EPL).
Schlusnus war die Nichte des hochdekorierten preußischen Generals und Militärhistorikers Hermann von Kuhl (1856–1958), der von 1951 bis zu seinem Tode in ihrem Frankfurter Haushalt lebte.
Nach dem Tode ihres Mannes 1952 pflegte Annemarie Schlusnus das musikalische und menschliche Andenken ihres Mannes. Sie verfasste mit Eckart von Naso die Biographie (Heinrich) Schlusnus. Mensch und Sänger, die mehrere Auflagen erlebte. Diese Andenkenspflege führte sie beispielsweise anlässlich der Feier ihres 80. Geburtstages am 21. Juli 1984 fort.
Annemarie Schlusnus wurde 1990 im Ehrengrab ihres Mannes Heinrich Schlusnus in Braubach am Rhein auf dem Martinsfriedhof beigesetzt.

### Schriften
- Eckart von Naso in Zusammenarbeit mit Annemay Schlusnus: Heinrich Schlusnus : Mensch und Sänger. Krüger, Hamburg 1957. (3 Auflagen). DNB 453534716
- Eckart von Naso in gemeinsamer Arbeit mit Annemay Schlusnus: Schlusnus : Mensch und Sänger. Neubearbeitet und neubebildert zum 10. Todestag am 18.6.62. Krüger, Hamburg 1962 DNB 453534732
  - als Ullstein-Buch Nr. 503. Frankfurt/M.; Berlin: Ullstein 1965. DNB 453534740